# Diphucephala parviceps
Diphucephala parviceps är en skalbaggsart som beskrevs av Lea 1924. Diphucephala parviceps ingår i släktet Diphucephala och familjen Melolonthidae. Inga underarter finns listade i Catalogue of Life.